# 賴東進
賴東進（1959年—），台灣台中縣（今屬台中市）人。曾於1999年獲選為中華民國十大傑出青年。

## 生平
賴東進出生於1959年的東勢，他生長於一個貧困的家庭。父親是個乞丐，而且雙眼失明，母親和大弟是重度智能障礙。家裡有12個小孩，父親為了家計而把賴東進的姊姊賣給娼寮，身為長子的他負起沉重的家庭責任。賴東進十歲之前跟隨著父親到處行乞維生，經常躲避警察的追捕，並曾以墳墓、豬舍為家。賴東進比同齡的小孩晚讀一年多，而唸小學時，賴東進必須每天早上四、五點起床煮飯、洗衣；國、高中時期，他白天上課，晚上及假日還得打工維持家計，幾經坎坷挫折，賴東進終在半工半讀中陸續完成學業。他除了學業成績良好外，美術、書法也名列前茅。而在運動方面，他在國中小的校內田徑、球類等比賽中經常得到冠軍，並代表台中縣參加省中運。從小到大，賴東進一共拿了一百多張獎狀，表現優越。由於需要負擔家計，雖然賴東進也想與其他同學一樣｢念高中、讀大學｣，但幾經思量，最後放棄夢想，轉考省立霧峰農工，半工半讀。當他聽說同班同學、朋友考上了台中一中、台中二中、台中商專（今國立台中科技大學）五專部，情緒還是低落了一陣子。
高中畢業後，賴東進選擇就業，進入中美防火器材公司任職，並且結婚生子，生活自此安定下來。當時該公司老闆和員工總共只有三人，賴東進跟著老闆一起打拼，從小職員一路做到管理五十多位員工的生產部經理兼廠長。曾當選烏日鄉模範青年、台中縣孝行楷模，1999年獲選為中華民國十大傑出青年。然而，該公司聲稱因賴東進演講影響出勤，將其資遣。賴東進則指出，他六十六年起任職，年資已廿四年多，再過半年就可退休，他認為該公司老闆王富生是為逃避給付退休金，才惡意裁員。在勞工局勞資關係課人員協商下，雙方同意「免職」改為「資遣」，但雙方又對資遣費多寡談不攏，最後不歡而散。勞資關係課人員表示，賴東進說老闆口頭同意給假，但提不出證據，因此只能上法院打官司，提起「對僱用關係確認之訴」，如果勝訴，則僱用關係仍存在，但老闆仍可依法資遣。
2005年，賴氏受邀至泰國，參與其傳記《乞丐囝仔》泰文版的簽書會，該書籍也已經翻譯為簡體中文、日文、韓文。

## 著作
- 《乞丐囝仔》，2000年。